# Viennopria lacustris
Viennopria lacustris är en stekelart som först beskrevs av Schulz 1911.  Viennopria lacustris ingår i släktet Viennopria, och familjen hyllhornsteklar. Arten är reproducerande i Sverige.